# Правителство на Социалистическа република Македония (16)
Шестнадесетото правителство на Социалистическа република Македония е формирано на 28 април 1982 година. Изпълнителният съвет остава на власт до 28 април 1986 година.

## Състав на Изпълнителния съвет
Съставът на правителството е следният:
- Драголюб Ставрев – председател
- генерал-майор Никола Кастратович – член и републикански секретар за народна отбрана
- Любомир Варошлия – член и републикански секретар за вътрешни работи
- Никола Бакулевски – член и републикански секретар за правосъдие
- Александър Стояновски – член и републикански секретар за финанси
- Любомир Коруновски – член и председател на Републикански комитет за енергетика, индустрия и строителство
- Дургут Едиповски – член и председател на Републикански комитет за общостопански работи и пазар
- Христо Христоманов – член и председател на Републикански комитет за земеделие, гори и водно стопанство
- Сретен Акимовски – член и председател на Републикански комитет по икономическите въпроси с чужбина
- Ристо Петровски – член и председател на Републикански комитет за транспорт и връзки
- Ристо Галич – член и председател на Републикански комитет за урбанизъм и защита на околната среда
- Андон Мойсов – член и председател на Републикански комитет на труда
- Каменчо Георгов – член и председател на Републикански комитет за здравеопазване и социална политика
- Анатоли Дамяновски – член и председател на Републикански комитет за образование и наука
- Милчо Балевски – член и председател на Републикански комитет за култура
- Томислав Симовски – член и председател на Републикански комитет по международните връзки
- Тихомир Илиевски – член и председател на Републикански комитет за информация
- Вера Терзиева Троячанец – член и председател на Републикански комитет за законодателство и организация
- Найденко Поповски – член и директор на Републиканския завод за обществено планиране
- Стоян Андов – член
- Александър Андоновски – член
- Елена Гюркович – член
- Тахир Кадриу – член
- Икмет Кривца – член
- Киро Поповски – член
- Кочо Тулевски – член

## Промени от 28 септември 1983 година
На 28 септември 1983 година се освобождават от длъжност Ристо Петровски като председател на Републиканския комитет за транспорт и връзки и Любомир Коруновски като председател на Републиканския комитет за енергетика, индустрия и строителство, а на тяхно място се назначават:
- Томе Малевски – председател на Републиканския комитет за транспорт и връзки
- Александър Маневски – председател на Републиканския комитет за енергетика, индустрия и строителство